# Mustadfors bruk
Mustadfors Bruks AB är ett svenskt järnvaruföretag, som grundades 1898 av norska O. Mustad & Søn AS. Det är en av de största tillverkarna av hästskosöm i världen. Mustadfors Bruk är idag ett helägt dotterbolag till Mustad Hoofcare Group i Nederländerna.
Mustadfors anlades i slutet av 1700-talet i Steneby socken i Dalsland under namnet Katrineholms bruk, men driften lades som vid många andra mindre bruk ned vid mitten av 1800-talet. År 1898 köpte O. Mustad & Søn Katrineholmsströmmen, och året uppfördes en hästskosömsfabrik.
För att vid sekelskiftet 1900 ta hand om cirka 450 anställda lät företaget uppföra bostäder, skola, brandstation, sjukstuga. I början av 1900-talet bytte både orten och företaget namn till Mustadfors efter grundaren Hans Mustad.
År 1930 brann större delen av bruket ned och nya byggnader uppfördes. I mitten av 1940-talet uppfördes en såg och en panncentral för hela bruket, samtidigt som kraftstationen och dammen utvidgades. I sågen, som lades ned 1962, tillverkades senare gödselspridare och maskinell utrustning för pappersbruk.
Mustadfors Bruk hade en lång period då den tekniska utvecklingen var blygsam och investeringarna små. Under 1970-talet moderniserades anläggningen.